# Joaquim Agostinho
Joaquim Fernandes Agostinho, OIH (ur. 7 kwietnia 1943 w Brejenjas, zm. 10 maja 1984 w Lizbonie) – portugalski kolarz szosowy, zwycięzca 4 etapów Tour de France, sześciokrotny mistrz Portugalii.

## Wczesne życie
Joaquim Agostinho urodził się w Brejenjas, wiosce znajdującej się niedaleko Torres Vedras. Mieszkał przez kilka lat w Casalinhos de Alfaiata. W młodości rozpoczął treningi w klubie kolarskim Sporting CP. Agostinho przez trzy lata służył w portugalskiej armii na misjach w Angoli i Mozambiku podczas portugalskiej wojny kolonialnej, która trwała w latach 1961-1974.

## Kariera

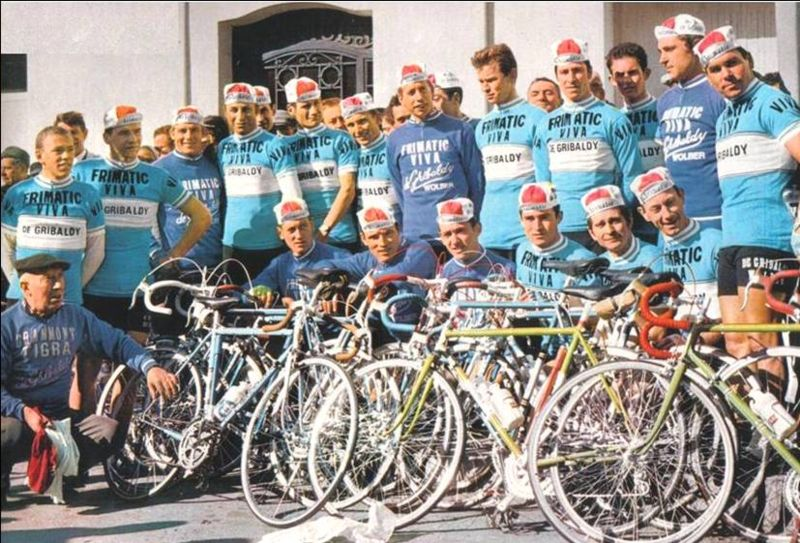
Drużyna Frimatic z Joaquimem Agostinho (z prawej) w 1969 roku.

Joaquim Agostinho w 1968 roku rozpoczął starty w wyścigach amatorskich w Portugalii. Po kilku zwycięstwach w tych wyścigach podpisał profesjonalny kontrakt ze Sportingiem CP. Jeszcze w tym samym roku wygrał pierwszy wyścig w profesjonalnej karierze - Tour de São Paulo, gdzie poznał dyrektora grupy Frimatic – Jeana de Gribaldy’ego (zaproponował zawodnikowi przejście do jego grupy) oraz wystartował na mistrzostwach świata 1968 w miejscowości Imola (16. miejsce w wyścigu zawodowców ze startu wspólnego).
W 1969 roku Agostinho zadebiutował w słynnym wyścigu - Tour de France 1969, który zakończył na 8. miejscu (zwycięstwa na 5. i 14. etapie). Następne zwycięstwo na etapie Tour de France odniósł w edycji 1973, potem z etapowych zwycięstw cieszył się w edycji 1977 (później odebrane z powodu wykrycia w jego organizmie środków dopingujących) i edycji 1979 w L’Alpe d’Huez. Najwyższe miejsce w klasyfikacji generalnej Wielkiej Pętli to 3. miejsca, które zajmował dwukrotnie w swojej karierze: 1978 i 1979. Ostatni, 12. start w Tour de France miał miejsce w edycji 1983 (11. miejsce).
Agostinho również czterokrotnie startował w Vuelta a España, w którym w edycji 1974 zajął w klasyfikacji generalnej 2. miejsce (zwycięstwa w trzech etapach), a także w latach 1970-1972 trzykrotnie z rzędu wygrywał wyścig Volta a Portugal, a w latach 1968-1973 sześciokrotnie z rzędu był mistrzem Portugalii.
W 1982 roku z powodu spadku formy w poprzednim sezonie zrezygnował ze startów, by móc więcej czasu poświęcić pracy w swoim gospodarstwie.

## Doping
Joaquim Agostinho był trzykrotnie przyłapany na stosowaniu środków dopingujących: Volta a Portugal 1969 i 1973 i podczas Tour de France 1977.

## Najważniejsze osiągnięcia
- 1. miejsce w Volta a Portugal: 1970, 1971, 1972
  - 26 zwycięstw etapowych
- 3. miejsce w Tour de France: 1978, 1979
  - 4 zwycięstwa etapowe:
    - 1969: 5. i 14. etap
    - 1973: 16. etap
    - 1977: 18. etap (później zwycięstwo na tym etapie przyznano Eddiemu Merckxowi z powodu pozytywnych testów antydopingujących)
    - 1979: 17. etap
- 2. miejsce w Vuelta a España: 1974
  - 3 zwycięstwa etapowe
- Mistrz Portugalii: 1968,1969,1970,1971,1972,1973
- 1. miejsce w Trofeo Baracchi: 1969 razem z Hermanem van Springelem

## Starty w wielkich wyścigach
| Grand Tour      | 1969 | 1970 | 1971 | 1972 | 1973 | 1974 | 1975 | 1976 | 1977 | 1978 | 1979 | 1980 | 1981 | 1982 | 1983 |
| --------------- | ---- | ---- | ---- | ---- | ---- | ---- | ---- | ---- | ---- | ---- | ---- | ---- | ---- | ---- | ---- |
| Tour de France  | 8.   | 14.  | 5.   | 8.   | 8.   | 6.   | 15.  | –    | 13.  | 3.   | 3.   | 5.   | DNS  | –    | 11.  |
| Vuelta a España | –    | –    | –    | –    | 6.   | 2.   | –    | 7    | 15.  | –    | –    | –    | –    | –    | –    |

## Wypadek i śmierć
Joaquim Agostinho prowadził w wyścigu Tour of Algarve w Quarteiri w kwietniu 1984 roku, gdy pies wybiegł na trasę wyścigu na kilkaset metrów przed metą. Agostinho zderzył się z nim i upadł na ziemię, uderzając się w głowę. Jednak po chwili wsiadł na rower i wraz z innymi zawodnikami przekroczyli linię mety. Po zakończeniu wyścigu podszedł do ambulansu, trzymając się za głowę. Następnie udał się do hotelu, skąd dwie godziny później został przewieziony do szpitala w Faro, gdzie badania rentgenowskie wykazało złamanie kości ciemieniowej w czaszce. Został zabrany przez karetkę cztery godziny po jego upadku, do Lizbony, do najbliższego szpitala w mieście, w którym mogłyby być leczony. Wpadł w śpiączkę w karetce i już się z niej nie obudził. Zmarł 10 maja 1984 roku w wieku 41 lat.

## Upamiętnienie

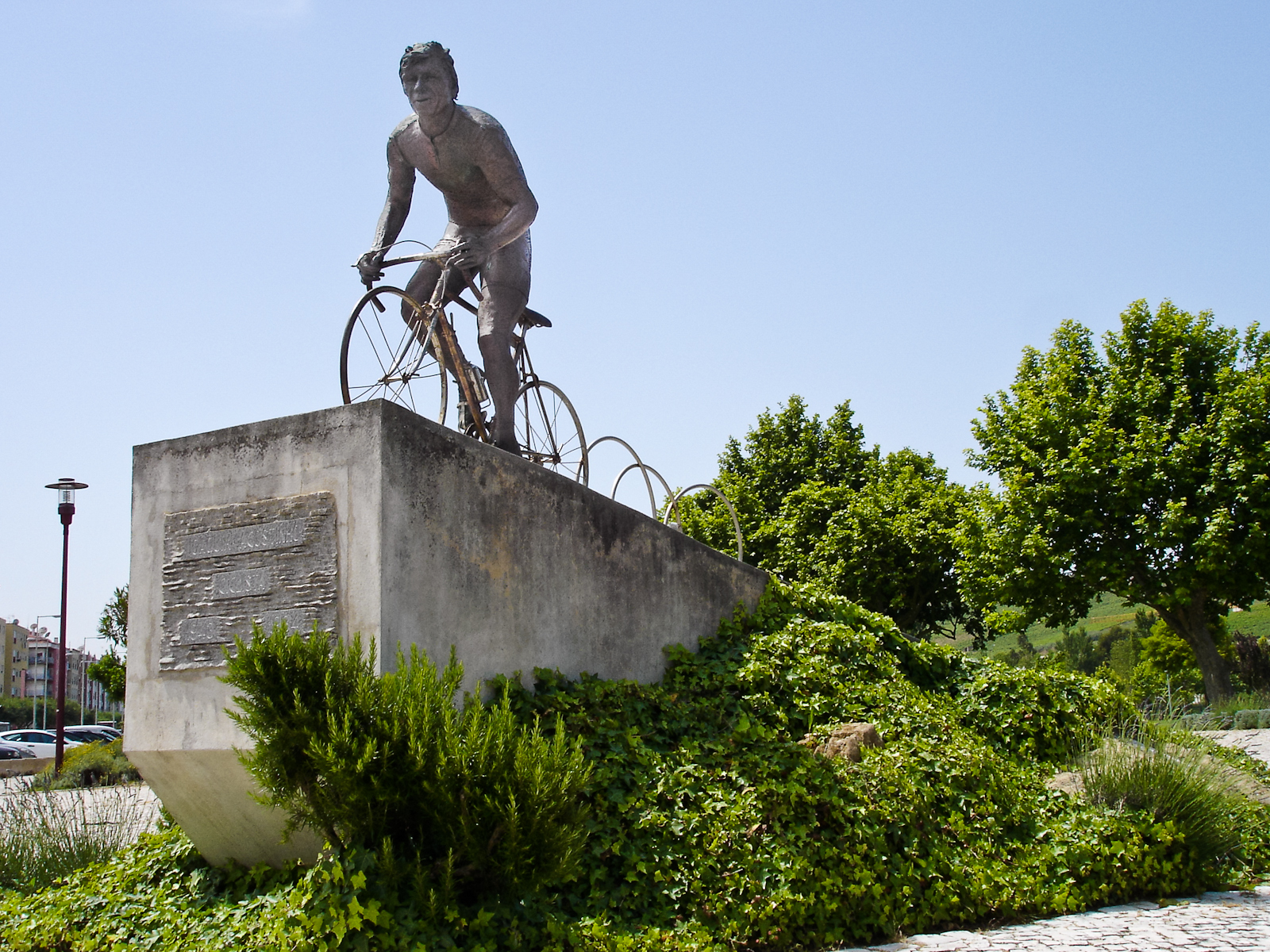
Pomnik Joaquima Agostinho w Torres Vedras

- W Torres Vedras na Parque Verde da Várzea znajduje się pomnik poświęcony Joaquimowi Agostinho[4]
- W dniu 14 maja 1989 roku w ogrodach Silveira odsłonięto pomnik poświęcony Joaquimowi Agostinho[4]
- W Silveira znajduje się aleja 'Avenida Joaquim Agostinho' prowadząca drogę do plaży Santa Cruz[4]
- We Francji, na 14. łuku Alpe d’Huez znajduje się popiersie upamiętniające zwycięstwo Agostinho w Tour de France 1979
- W 2000  roku dziennikarze gazety A Bola wybrali Agostinho do grona czterech najpopularniejszych portugalskich sportowców XX wieku obok takich sportowców jak: Eusébio (1. miejsce), Carlos Lopes (2. miejsce) i Rosa Mota (3. miejsce)[4]
- W 1984 roku Agostinho został oficjalnie odznaczony tytułem Grau de Oficial da Ordem do Infante przez prezydenta Portugalii Ramalho Eanesa[4]